# Gothic (bande dessinée)
Pour les articles homonymes, voir Gothic.
 (juin 2014).
Si vous disposez d'ouvrages ou d'articles de référence ou si vous connaissez des sites web de qualité traitant du thème abordé ici, merci de compléter l'article en donnant les références utiles à sa vérifiabilité et en les liant à la section « Notes et références ».
Gothic est une série de bande dessinée française écrite par Rodolphe, dessinée par   Philippe Marcelé et colorisée par Marie-Paule Alluard. Elle a été publiée par Le Téméraire.

## Analyse
L'ambiance de cette série est bien sûr gothique (mais plus proche du roman gothique que du mouvement gothique) et sans être particulièrement noire. On y trouve (au tome 1 particulièrement) des références à Edgar Poe au travers de son poème « Le corbeau » et de sa nouvelle « Le masque de la mort rouge ». Cette nouvelle inspira Le Fantôme de l'Opéra où l'on retrouve également l'univers théâtral et la malédiction.
On recense aussi de singulières ressemblances avec les œuvres d'Edgar P. Jacobs :
- L'assassin du tome 1 ressemble à la Marque jaune (univers londonien, force surhumaine, cape noire, scène de l'appartement)
- Pluie diluvienne, ambiance apocalyptique, accident de voiture maquillé, investigation en rase campagne, sont des éléments des tomes 3 et 4 que l'on retrouve dans S.O.S. Météores.

Enfin, le personnage principal (artiste branché, dandy et séducteur) rappelle celui de Blow-Up.

## Albums
- Gothic, Le Téméraire :

1. Never More, 1998[1].

- Gothic, Delcourt, collection « Conquistador » :

1. La Sphinge à deux têtes, 2001[2]
2. Le Diable de Notting Hill, 2002.
3. Machen House, 2004.
4. Satan ne dort jamais, 2006.